# Дюбендорф
Дюбендорф (нім. Dübendorf) — місто в Швейцарії в кантоні Цюрих, округ Устер. Четверте за величиною в кантоні після Цюриха, Вінтертура та Устера.

## Історія
Перша письмова згадка про Дюбендорф датується 946 роком. Тоді він називався «Tuobilindorf». Люди жили в цій місцевості багато століть раніше, але тоді то було лише село бідних фермерів.
У середині XIII століття відомим мером Цюриху Хансом Вальдманом був побудований замок «Dübelstein».
У зв'язку з розвитком прядильництва відбулося економічне зростання. Відкриття залізниці з Цюриху в Устер у 1856 році було також дуже важливим для економіки міста. У 1910 році був побудований аеродром, що також дуже позитивно вплинуло на економіку. Відтоді Дюбендорф став всесвітньо відомим як батьківщина цивільної та військової авіації Швейцарії. До 1948 року, коли відкрився аеропорт у Цюриху, головними повітряними воротами країни був саме Дюбендорф.

## Географія
Місто Дюбендорф розташоване на рівнині, яка що лежить на висоті 440 метрів над рівнем моря, на відстані близько 105 км на північний схід від Берна, 7 км на північний схід від Цюриха.
Дюбендорф має площу 13,6 км², з яких на 43,2% дозволяється будівництво (житлове та будівництво доріг), 35,5% використовуються в сільськогосподарських цілях, 20,3% зайнято лісами, 1% не є продуктивними (річки, льодовики або гори).

## Демографія
2019 року в місті мешкало 29 303 особи (+18% порівняно з 2010 роком), іноземців було 35,9%. Густота населення становила 2151 осіб/км².
За віковим діапазоном населення розподілялося таким чином: 19,1% — особи молодші 20 років, 65,2% — особи у віці 20—64 років, 15,6% — особи у віці 65 років та старші. Було 13448 помешкань (у середньому 2,1 особи в помешканні).
Із загальної кількості 20 104 працюючих 158 було зайнятих в первинному секторі, 2196 — в обробній промисловості, 17 750 — в галузі послуг.
| Рік  | Населення |
| ---- | --------- |
| 1467 | 225       |
| 1634 | 553       |
| 1710 | 1,031     |
| 1850 | 2,018     |
| 1900 | 2,544     |
| 1950 | 6,750     |
| 1970 | 19,639    |
| 2000 | 22,216    |
| 2009 | 24,068    |
| 2011 | 25,124    |

## Транспорт
Дюбендорф пов'язаний залізничним та автобусним сполученням з центром Цюриху (10 хвилин), Вінтертуром (20 хвилин) та іншими населеними пунктами кантону Цюрих.
Військовий аеродром перебуває в Rega. В даний час на ньому вже не базується реактивна авіація. У Rega знаходиться центр невідкладної медичної допомоги при надзвичайних ситуаціях в горах або загрозі життю людей. Rega була створена 27 квітня 1952 доктором Bucher, котрі вважають, що швейцарської організації порятунку необхідні спеціалізовані повітряні підрозділи.

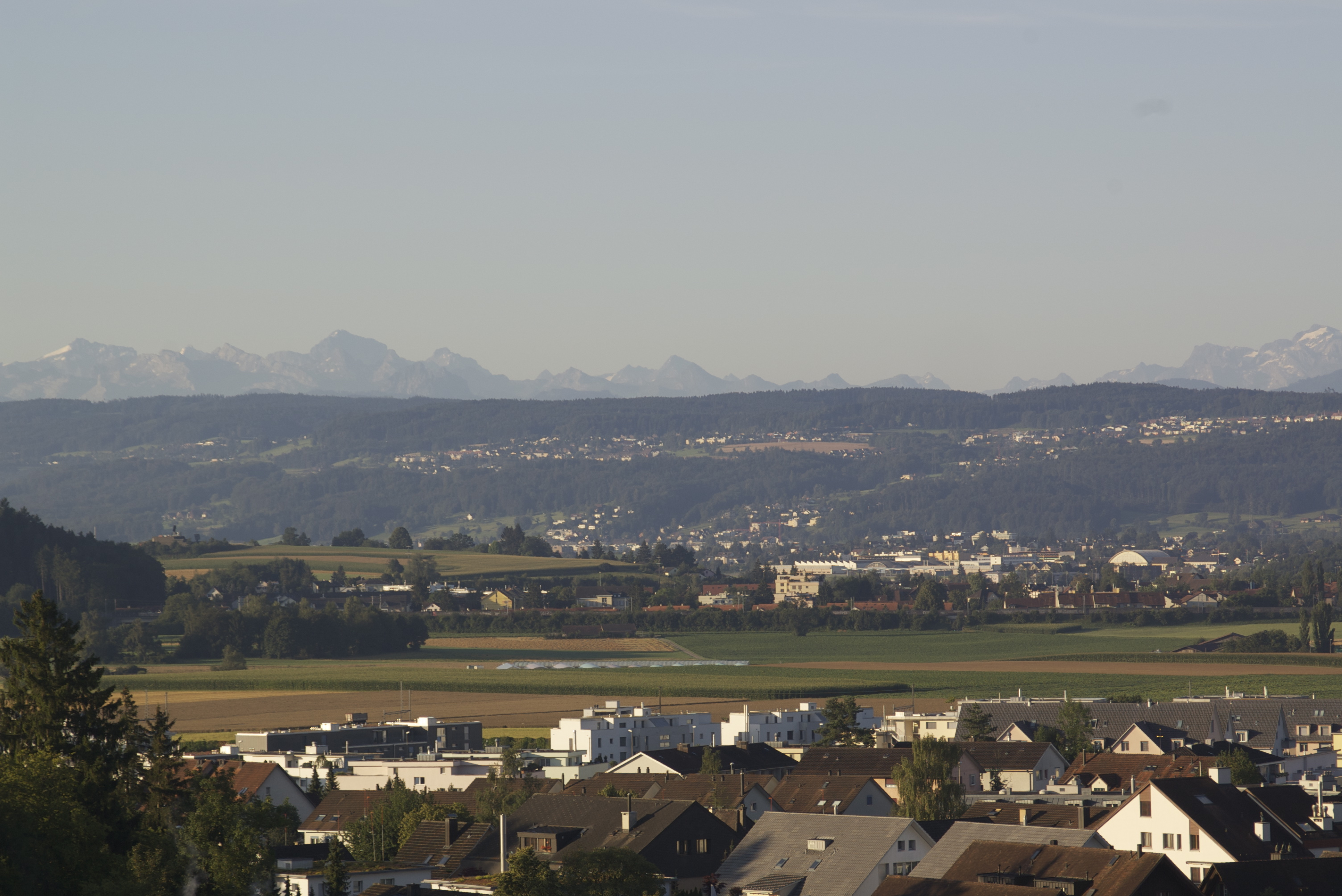
Краєвиди Дюбендорфа.

## Дозвілля, культура, спорт
Дюбендорф розташований по обидва боки рівнини, яку можна використовувати як рекреаційний ресурс. Місцевість приваблює мальовничими гірськими краєвидами. Тут організовуються спортивні походи, їзда на велосипеді тощо.
У місті є такі спортивні споруди, як льодова ковзанка та керлінг-ковзанка, поле для міні-гольфу, відкритий басейн з підігрівом (глибина 10 метрів). Також є невеликий критий басейн, тенісні корти і футбольні поля з можливістю занять легкою атлетикою. У центрі міста знаходиться великий торговий центр. Вуличний ярмарок випромінює особливу міську атмосферу і є популярним місцем для зустрічей.
На території військового аеродрому 30 серпня 2008 року відбувся концерт Мадонни, який відвідали понад 70 000 глядачів.

## Галерея

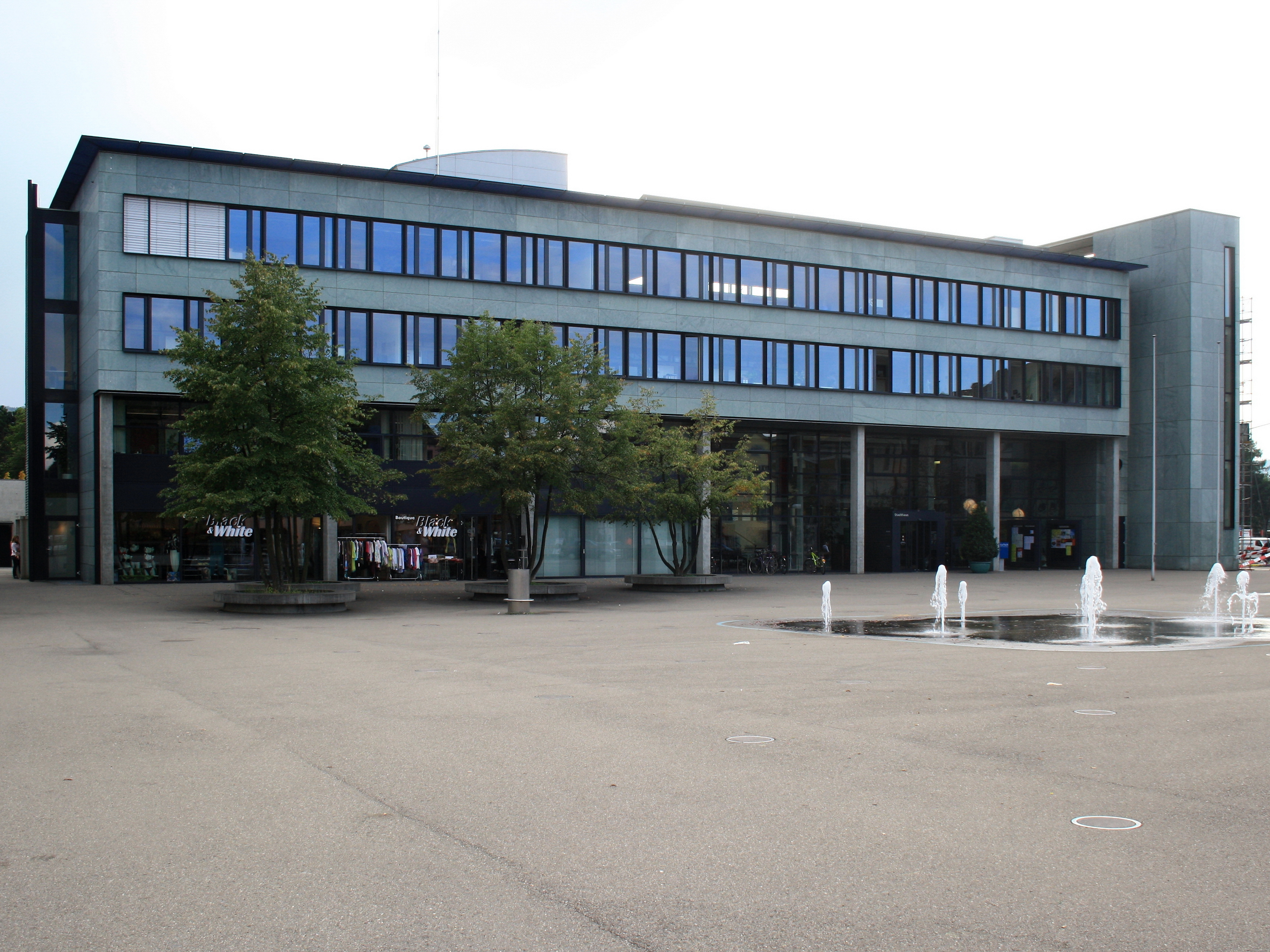
Міська адміністрація
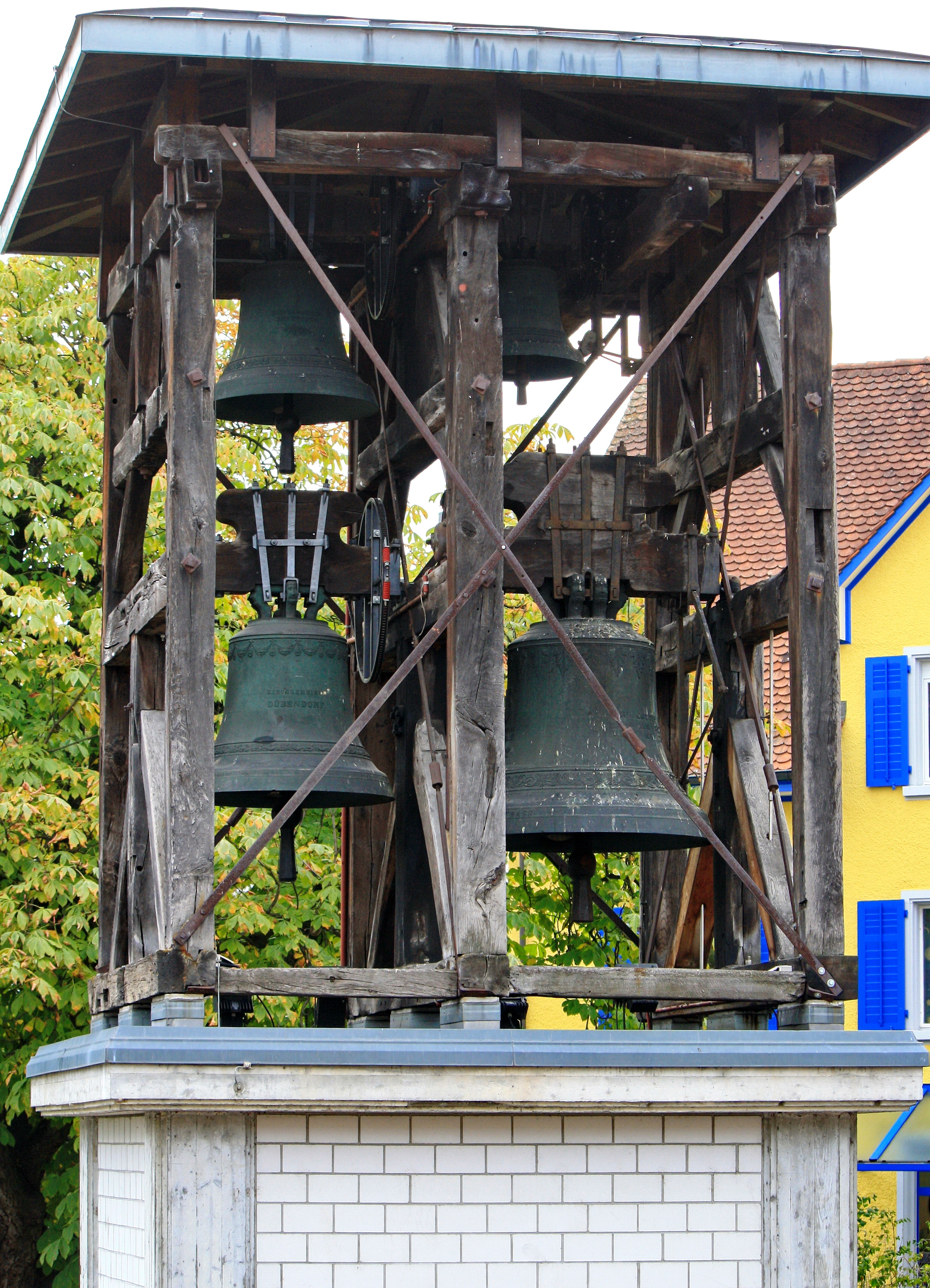
Старовинні дзвони в центрі міста.
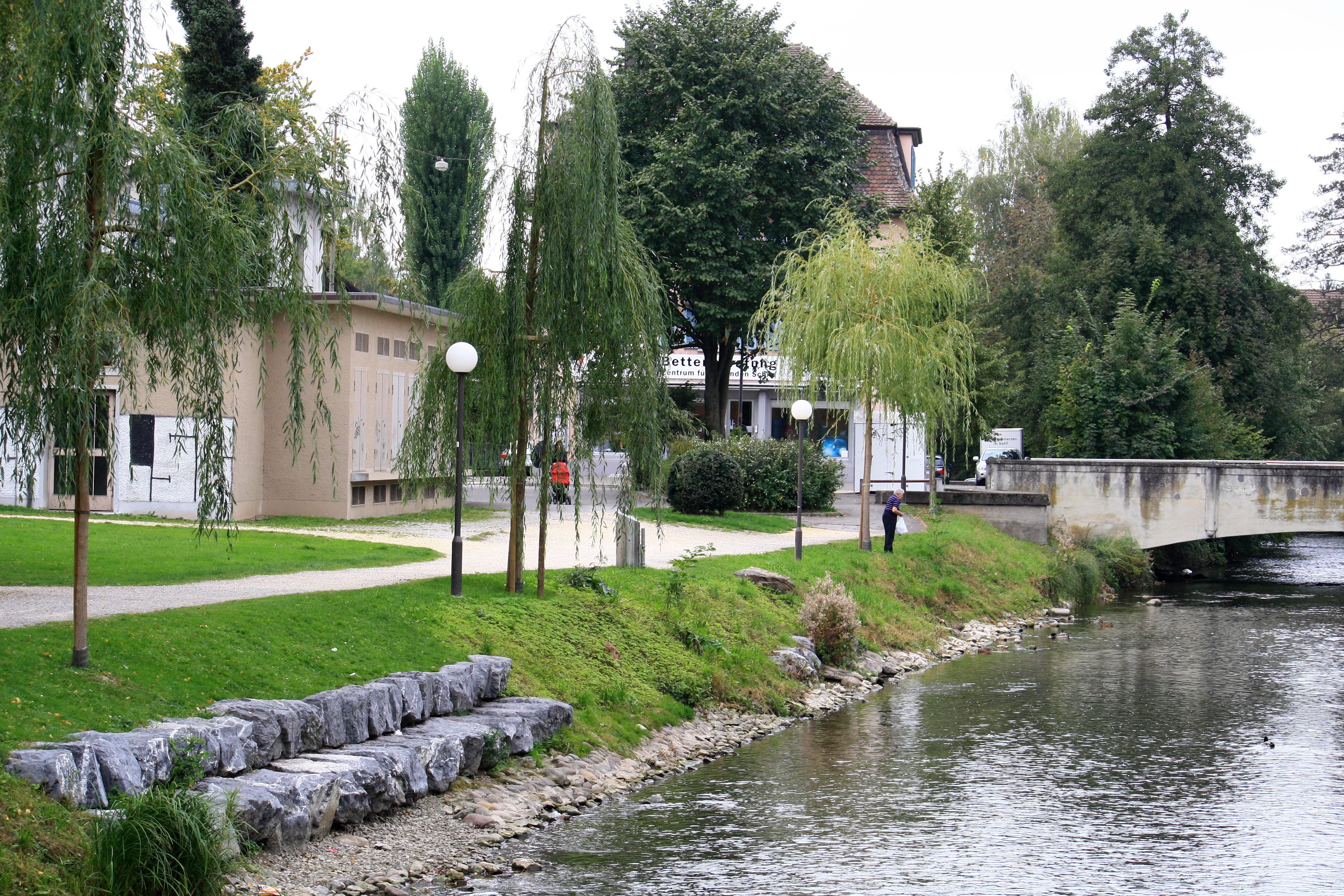
Річка Глатт у Дюбендорфі
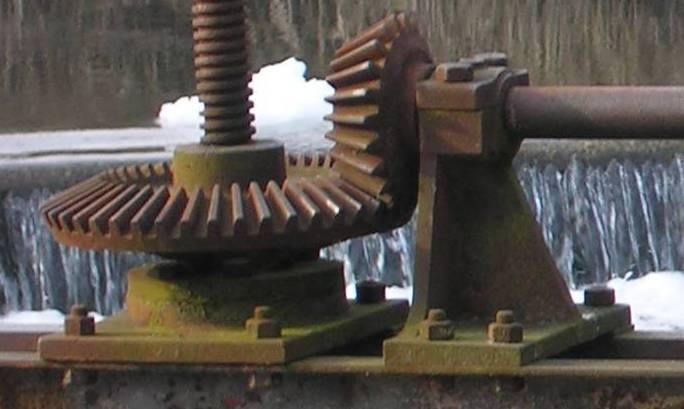
Технічне рішення шлюзів річки Глатт
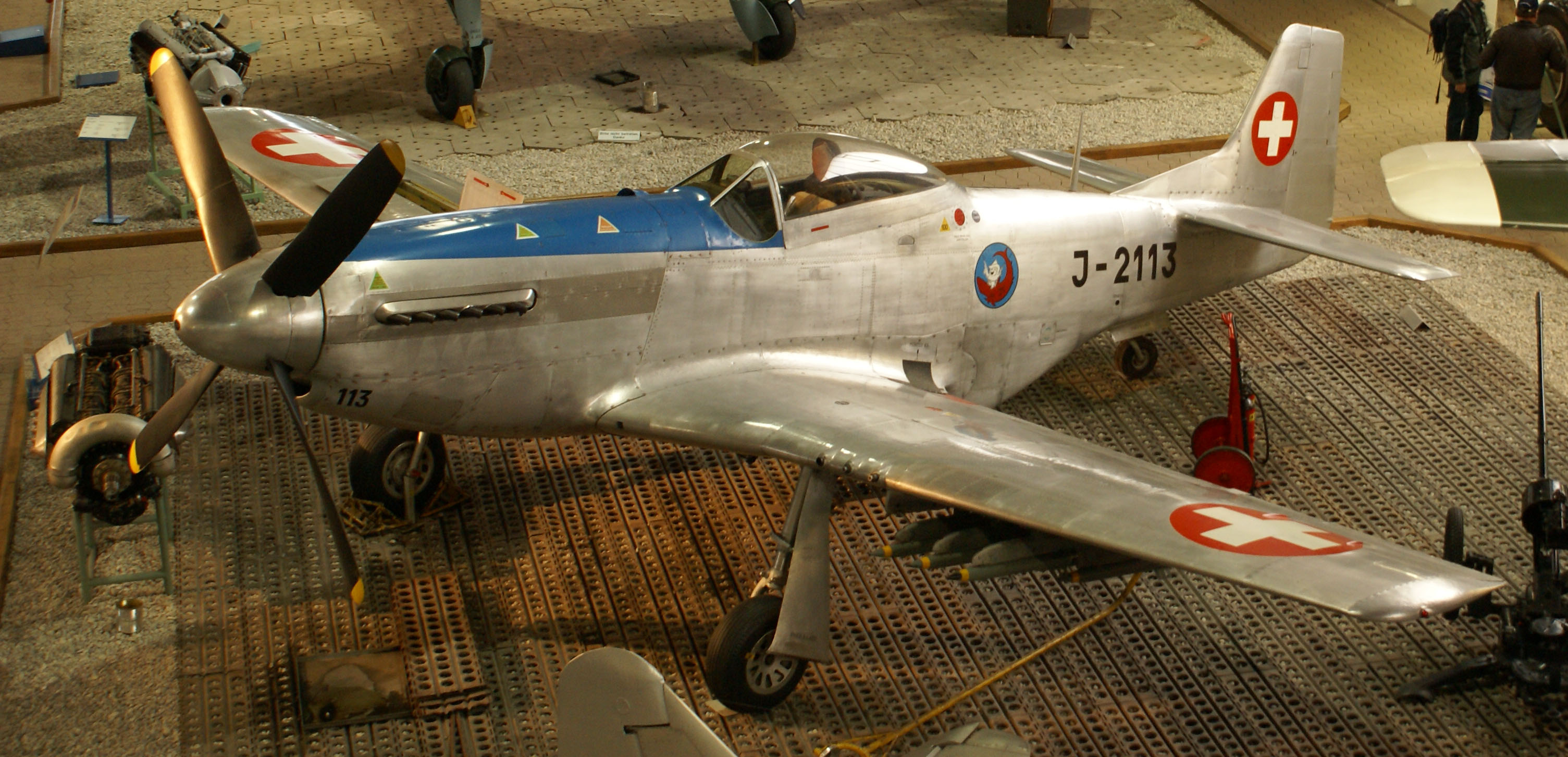
P-51 Mustang військово-повітряних сил Швейцарії в музеї військової авіації Дюбендорфа.
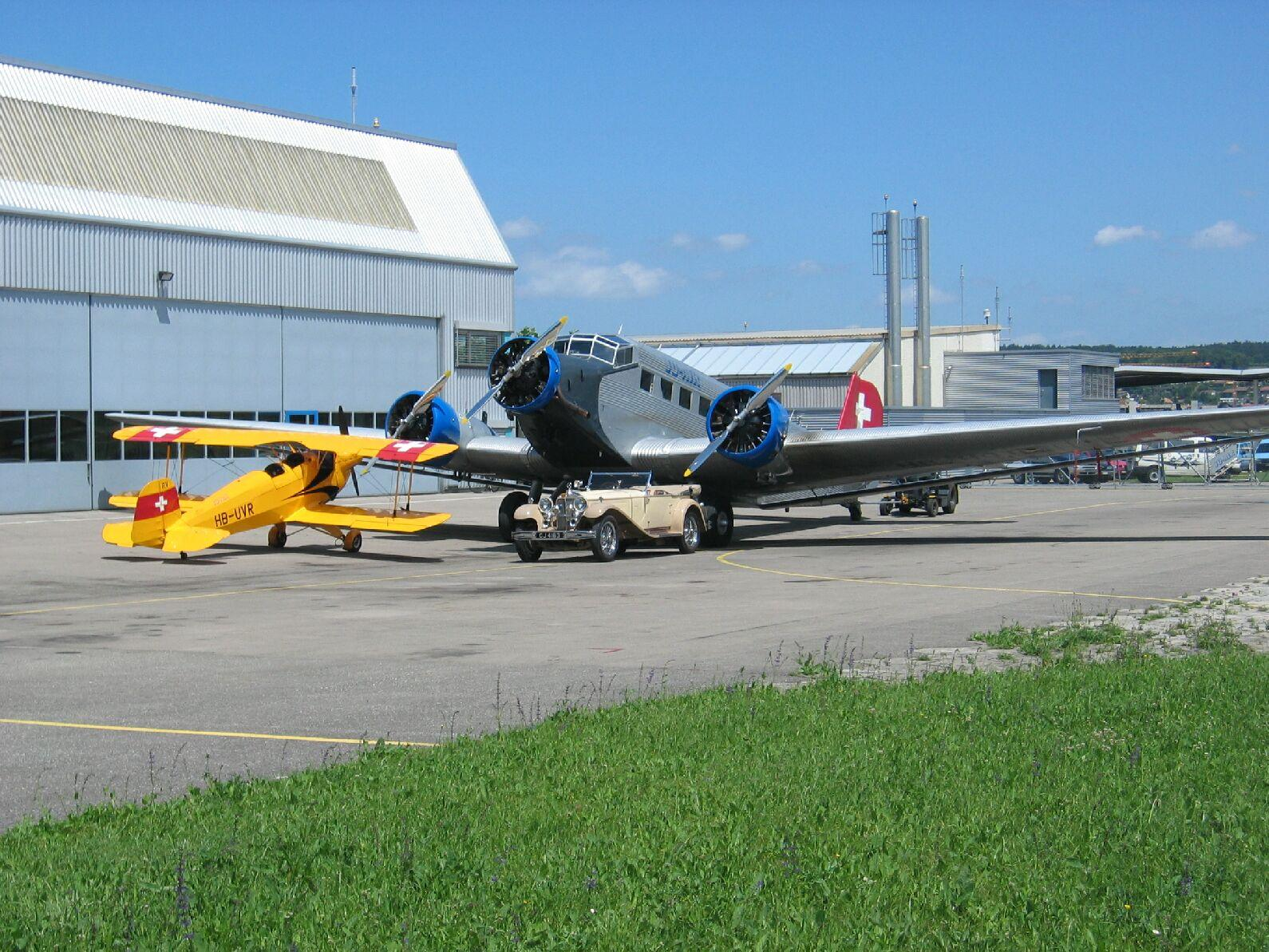
Junkers Ju 52
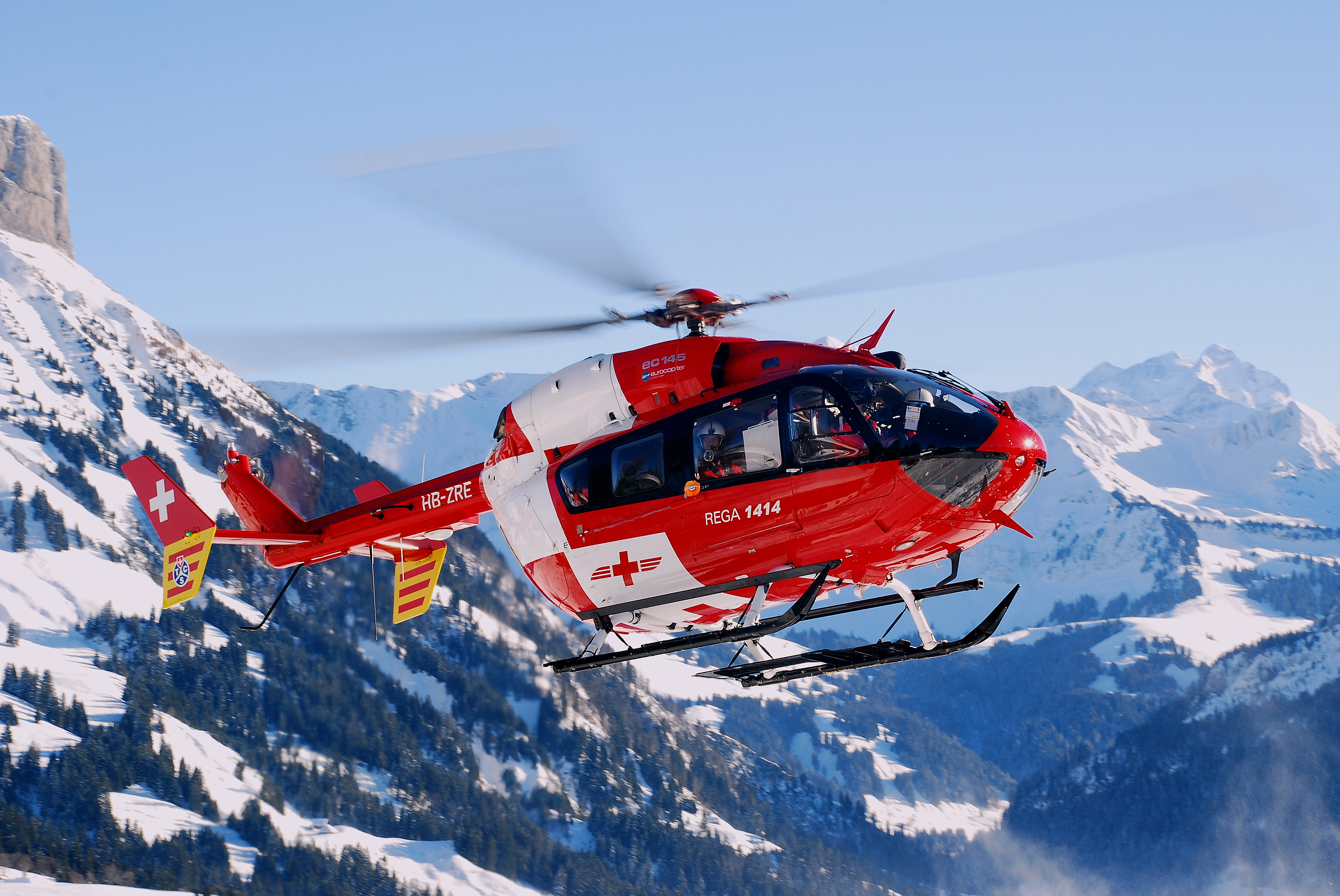
Вертоліт EC 145, що базується на військовому аеродромі Дюбендорфа (Rega).